# نيكولاس بورنس (ممثل)
نيكولاس بورنس (بالإنجليزية: Nicholas Burns)‏ هو ممثل بريطاني، ولد في 1977 في المملكة المتحدة.

## وصلات خارجية
- نيكولاس بورنس على موقع IMDb (الإنجليزية)
- نيكولاس بورنس على موقع قاعدة بيانات الفيلم (الإنجليزية)